# Plutarch

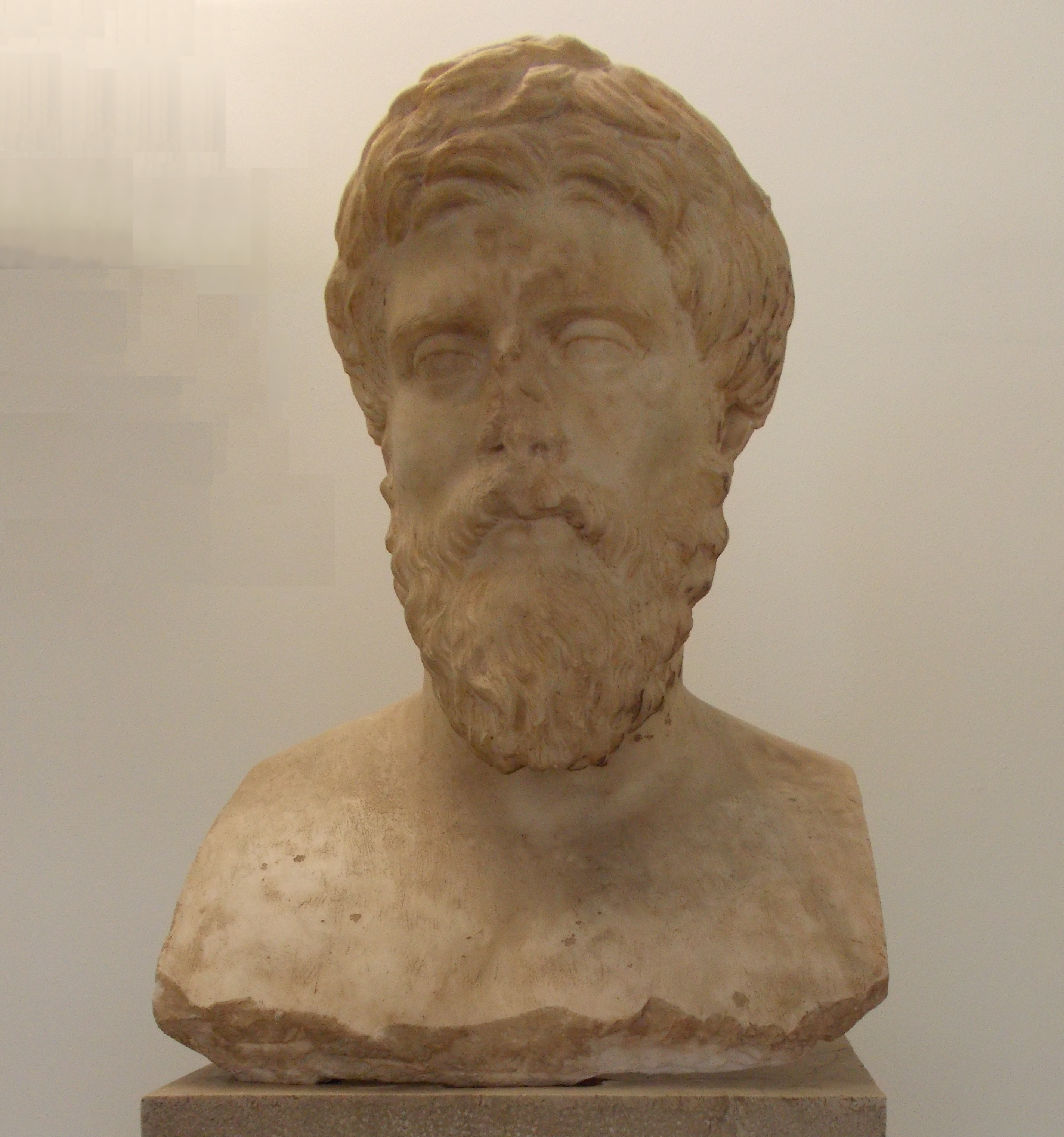
Przypuszczalne popiersie portretowe Plutarcha z Delf
(II-III w. n.e., muzeum w Delfach)

Plutarch z Cheronei (gr. Πλούταρχος ὁ Χαιρωνεύς, Plutarchos ho Chaironeus, ur. ok. 50 n.e., zm. ok. 125 n.e.) – jeden z największych pisarzy starożytnej Grecji, historyk, filozof-moralista oraz orator.

## Życiorys
Kształcił się w Akademii Platońskiej w Atenach u Ammoniosa z Egiptu oraz w Aleksandrii. Chociaż wiele podróżował, między innymi po Italii, Egipcie czy Azji Mniejszej, większość życia spędził w rodzinnym mieście Cheronei w Beocji i w Atenach, gdzie sprawował wiele urzędów, m.in. był prokuratorem Achai mianowanym przez cesarza Hadriana. W Cheronei został archontem i kapłanem w świątyni Apollina delfickiego. W swoim rodzinnym mieście założył placówkę wzorowaną na Akademii Platońskiej.

## Światopogląd
Plutarch propagował system filozoficzny z elementami platonizmu, stoicyzmu i neopitagoreizmu.
Twierdził, że istnieje jedno, wieczne i niezmienne bóstwo, Logos (λόγος, co znaczy Rozum), które porządkuje Wszechświat i działa poprzez podległe mu bóstwa. Plutarch zwalczał zwolenników Epikura, którzy zaprzeczali nieśmiertelności duszy, opatrzności boskiej i wartości cnoty, rozumianej przez niego zupełnie inaczej niż współcześnie. Pogląd o boskiej naturze Logosu był stałym elementem teorii licznych greckich szkół filozoficznych.

## Recepcja

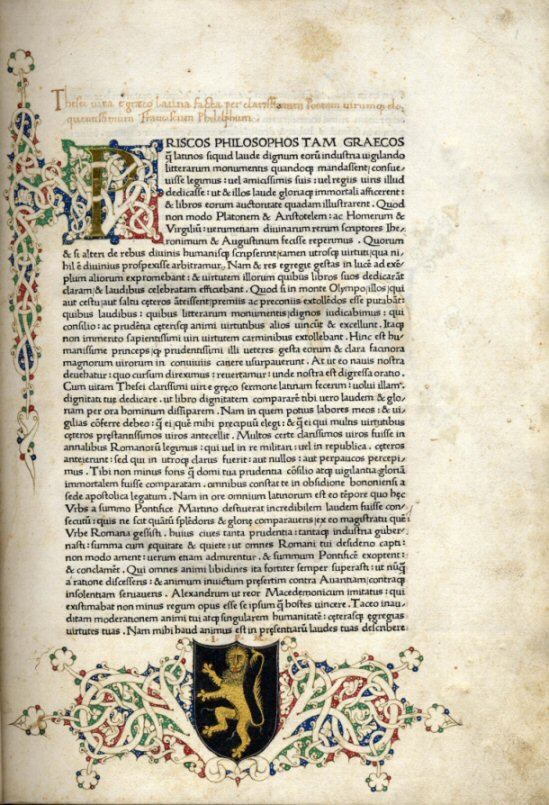
Strona z rzymskiego wydania Żywotów sławnych mężów (1470)

Sławę przyniosły Plutarchowi żywoty pierwszych imperatorów Od Augusta do Witeliusza, z których zachowały się żywoty Galby i Othona. Jego najważniejsze dzieła to pisma moralne Moralia, które obejmowały ponad 70 rozpraw na różnorodne tematy – od traktatów filozoficznych po traktaty literacko-krytyczne – oraz pisma biograficzne Żywoty równoległe (Βίοι Παράλληλοι Bíoi Parálleloi), które powstały w latach 105–115, opisującego dzieje życia 46 znanych osobistości zestawianych parami Grek-Rzymianin np. Tezeusz-Romulus, Lizander-Sulla, Aleksander III Wielki-Juliusz Cezar. Każda para równoległego żywota kończyła się σύγκρισις synkrisis – porównaniem obu postaci. Tekst o pierwszej parze postaci, Epaminondas – Scypion, nie przetrwał do naszych czasów. Wśród biografii paralelnych znalazły się pojedyncze żywoty Aratosa i Artakserksesa. Żywoty należy jednak odczytywać z dużą dozą dystansu, gdyż Plutarch bardzo często zabarwia historię, jest bezkrytyczny wobec opisywanych postaci, a także zwraca dużą uwagę na wróżby i zabobony. Widoczne jest to przede wszystkim w księgach poświęconych Cezarowi i Aleksandrowi Wielkiemu. Zwłaszcza jeżeli chodzi o życie Aleksandra, Plutarch bardzo dużą uwagę przywiązuje do magii, a także do snów, jakie miewał Aleksander w czasie swych podróży, co stawia duży znak zapytania co do pewności niektórych faktów przez Plutarcha przedstawionych. Często koloryzuje swoje postacie, przypisując im niemalże boskie umiejętności. Pomimo tego, Żywoty są jednym z najważniejszych i najpopularniejszych dziś źródeł starożytnych.

## Pseudo-Plutarch
Popularność i poważanie, którymi cieszył się Plutarch wśród potomnych spowodowały, że wiele dzieł było mu błędnie przypisywanych i włączane w niektóre edycje Moraliów. Autorstwo tych dzieł określa się umownie zbiorczo mianem Pseudo-Plutarcha. Mianem tym określa się kilku niezidentyfikowanych autorów żyjących w różnych epokach (w dużej mierze późnostarożytnych).
Prace, których autora określa się mianem Pseudo-Plutarcha:
- O muzyce (De musica)[1][2];
- De unius in re publica dominatione[3];
- O wychowaniu dzieci (Περὶ παίδων ἀγωγῆς, De liberis educandis) – traktat pochodzi prawdopodobnie od jednego z uczniów Plutarcha (1. poł. II w.)[4];
- Pro nobilitate – autorem był prawdopodobnie Arnoul le Ferron(inne języki), pierwsza publikacja w 1556[5];
- Żywoty dziesięciu mówców – dzieło być może miało wielu autorów. Pochodzi z okresu drugiej sofistyki (III–IV w. n.e.)[6].

## Pisma

### Żywoty
Ta grupa pism Plutarcha obejmuje następujące zbiory pism:
- A. biografie sławnych ludzi Beocji i innych krain greckich (zachowały się dwie: Aratosa i Artakserksesa);
- B. biografie cesarzy rzymskich – od Augusta do Witeliusza (zachowały się dwie: Galby i Ottona);
- C. żywoty równoległe (z 23 par zaginęła para Epaminondas – Scypion);
- D. tzw. synkryzy, tj. zestawienia wspólnych momentów w życiu i charakterach postaci poszczególnych par (wątpliwego autorstwa).

Zachowane Żywoty obejmują 22 pary, 4 życiorysy pojedyncze oraz życiorysy zachowane fragmentarycznie (jeśli istnieje polskie tłumaczenie danego życiorysu, to obok tytułu łacińskiego podano jego polski odpowiednik):

### 22 pary żywotów
1. Theseus. Romulus. Comparatio Thesei cum Romulo [Tezeusz – Romulus i ich porównanie]
2. Lycurgus. Numa. Lycurgi et Numae comparatio [Likurg – Numa i ich porównanie]
3. Solon. Poplicola. Solonis et Poplicolae comparatio [Solon – Publikola i ich porównanie]
4. Themistocles. Camillus [Temistokles – Kamillus]
5. Pericles. Fabius Maximus. Periclis cum Fabio comparatio [Perykles. Fabjusz Maksymus]
6. Alcibiades. Marcius Coriolanus. Alcibiadis et Coriolani comparatio [Alkibiades]
7. Timoleon. Aemilius Paulus. Timoleontis cum Aemilio Paulo comparatio [Tymoleon]
8. Pelopidas. Marcellus. Pelopidae cum Marcello comparatio [Marek Klaudiusz Marcellus]
9. Aristides. Cato Major. Aristidis cum Catone comparatio [Arystydes. Kato Starszy]
10. Philopoemen. T. Quinctuis Flamininus. Philopoemenis et T. Flaminini comparatio [Tytus Kwinkcjusz Flaminiusz]
11. Pyrrhus. Marius [Pyrrus. Mariusz]
12. Lysander. Sylla. Comparatio Lysandri cum Sylla [Lizander. Sulla]
13. Cimon. Lucullus. Cimonis et Luculli comparatio [Kimon. Lukullus]
14. Nicias. Marcus Crassus. Niciae cum Crasso comparatio [Nikiasz. Krassus]
15. Sertorius. Eumenes. Sertorii cum Eumene comparatio
16. Agesilaus. Pompeius. Agesilai et Pompei comparatio [Pompejusz]
17. Alexander. Gaius Iulius Caesar [Aleksander Wielki. Gajusz Juliusz Cezar]
18. Phocion. Cato Minor [Kato Młodszy]
19. Agis et Cleomenis. Tiberius et Gaius Gracchi. Agidis et Cleomenis cum Gracchis comparatio [Agis. Kleomenes. Tyberjusz Grakchus. Gajusz Grakchus]
20. Demosthenes. Cicero. Comparatio Ciceronis cum Demosthene [Demostenes. Cyceron]
21. Demetrius. Antonius. Demetrii cum Antonio comparatio [Antoniusz i Demetriusz Poliorketes]
22. Dio. Brutus. Comparatio Dionis cum Bruto

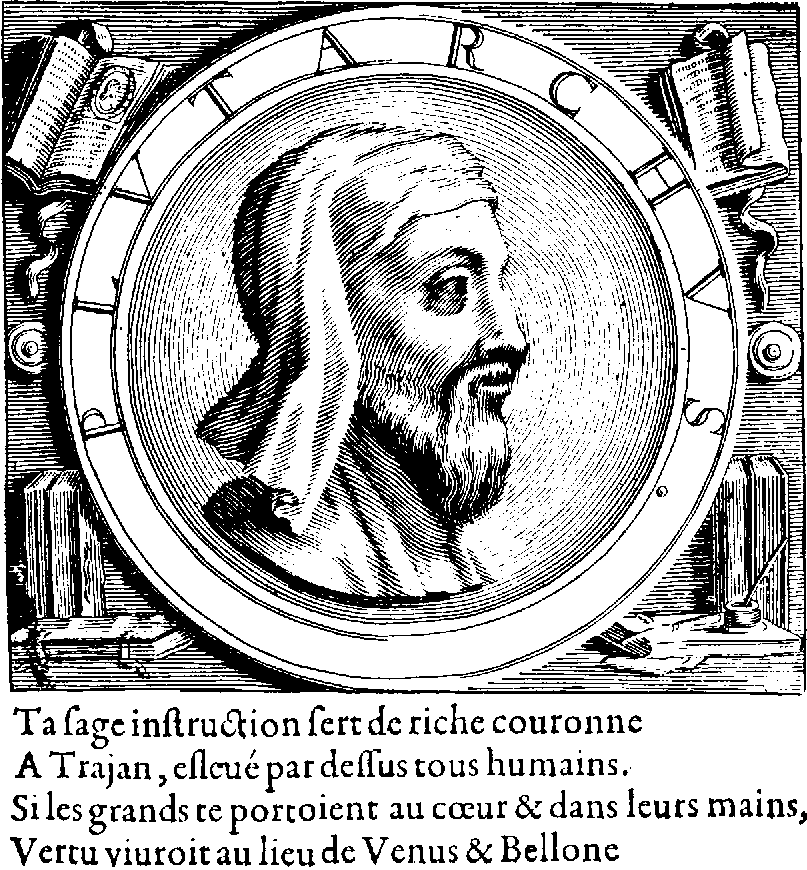
XVI-wieczna podobizna Plutarcha z francuskiego przekładu Żywotów równoległych (1565)

### 4 żywoty pojedyncze
1. Artoxerxes
2. Aratus
3. Galba
4. Otho

#### Życiorysy zachowane fragmentarycznie
1. Heraculis Vita
2. Daiphanti Vita
3. Aristomenis Vita
4. Leonidae Vita
5. Epaminondae Vita
6. Scipionis Vita
7. Scipionis Africani Vita
8. Metelli Vita
9. Tiberii Vita
10. Cratetis Vita

#### TłumaczeniaŻywotówna język polski (od XX wieku)
- Biografia M. Porcyusza Katona Starszego, tłum. W. Krajewski, Lwów 1911.
- Żywoty sławnych mężów, seria „Biblioteka Narodowa II”, nr 3, Ossolineum. (Ponieważ poszczególne wydania znacznie różnią się doborem opisanych przez Plutarcha postaci historycznych, więc podano spis treści wszystkich wydań):
  - Wyd.1 w zrewidowanym przekładzie F[ilipa] N[ereusa] Golańskiego. Z dodatkiem trzech żywotów w przeróbce Ign[acego] Krasickiego. Ze wstępem i uwagami Tadeusza Sinki. Nakładem Krakowskiej Spółki Wydawniczej, Kraków 1921 (wyd. 2 przejrzane: 1928): 1. Temistokles 2. Kamillus 3. Arystydes 4. Kato Starszy 5. Perykles 6. Fabjusz Maksymus 7. Tymoleon 8. Aleksander Wielki 9. Tyberjusz Grakchus 10. Gajusz Grakchus 11. Marjusz.
  - Wyd. 3 zmienione, przeł. Mieczysław Brożek, oprac. Tadeusz Sinko, 1953 (wyd. 4: 1955): 1. Temistokles 2. Perykles 3. Tymoleon 4. Aleksander Wielki 5. Agis 6. Kleomenes 7. Fabiusz Maksimus 8. Tyberiusz Grakchus 9. Gajusz Grakchus 10. Mariusz 11. Cezar.
  - Wyd. 5 zmienione, z podtytułem Z żywotów równoległych, przeł. Mieczysław Brożek, 1977: 1. Arystydes 2. Perykles 3. Aleksander Wielki 4. Pyrrus 5. Agis 6. Kleomenes 7. Marek Klaudiusz Marcellus 8. Tytus Kwinkcjusz Flamininus 9. Tyberiusz Grakchus 10. Gajusz Grakchus 11. Gajusz Juliusz Cezar.
  - Przedruk wyd. 5 w serii „Arcydzieła Kultury Antycznej”, t. 1-2, Ossolineum – De Agostini, Wrocław 2004:
    - Tom 1: 1. Arystydes, 2. Perykles, 3. Aleksander Wielki, 4. Pyrrus.
    - Tom 2: 5. Agis, 6. Kleomenes, 7. Marek Klaudiusz Marcellus, 8. Tytus Kwinkcjusz Flaminiusz, 9. Tyberiusz Grakchus, 10. Gajusz Grakchus, 11. Gajusz Juliusz Cezar.
- Żywoty sławnych mężów. (Z żywotów równoległych), tłum. Mieczysław Brożek, seria „Biblioteka Przekładów z Literatury Antycznej” tom 33, Ossolineum, Wrocław-Warszawa-Kraków 1996. (Wyd. 2 w serii „Arcydzieła Kultury Antycznej”, Ossolineum – De Agostini, Wrocław 2006): 1. Solon 2. Kimon 3. Nikiasz 4. Alkibiades 5. Kato Starszy 6. Lukullus 7. Krassus 8. Pompejusz 9. Kato Młodszy 10. Antoniusz.

- Cztery żywoty, tłum. Mieczysław Brożek, Czytelnik, Warszawa 1954 (wyd. 2: Czytelnik, Warszawa 2003): 1. Lizander 2. Sulla 3. Demostenes 4. Cyceron.

- Żywoty równoległe, tom I, tłum. Kazimierz Korus, seria „Biblioteka Antyczna”, Prószyński i S-ka, Warszawa 2004: 1. Tezeusz – Romulus i ich porównanie 2. Likurg – Numa i ich porównanie.

- Żywoty równoległe, tom II, tłum. Kazimierz Korus, Lech Trzcionkowski, seria „Biblioteka Antyczna”, Prószyński i S-ka, Warszawa 2005: 1. Solon – Publikola i ich porównanie 2. Temistokles – Kamillus.

- Żywoty równoległe, tom III, tłum. Lech Trzcionkowski, Aleksander Wolicki, seria „Biblioteka Antyczna”, Prószyński i S-ka, Warszawa 2008: 1. Arystydes – Katon Starszy i ich porównanie.

- Żywoty równoległe. Kimon, Lukullus i ich porównanie, tłum. i opr. Lech Trzcionkowski i Aleksander Wolicki, seria „Akme. Źródła starożytne”, Wydawnictwa Uniwersytetu Warszawskiego, Warszawa 2012

### Moralia
Zbiór Moraliów składa się z 78 (w tym także nieautentycznych) pism zachowanych w całości oraz z kilkudziesięciu pism zachowanych fragmentarycznie (jeśli istnieje polskie tłumaczenie danego tekstu to obok podano jego tytuł polski):
| 1.  | De educatione puerorum (De liberis educandis)                                                                             | 1.  |                                                       |
| 2.  | Quomodo adolescens poetas audire debeat                                                                                   | 2.  | Jak młodzież powinna słuchać poetów                   |
| 3.  | De recta audiendi ratione (De recta ratione audiendi; De audiendo)                                                        | 3.  | O słuchaniu                                           |
| 4.  | De discernendo adulatore ab amico (De adulatione et amico)                                                                | 4.  | Jak odróżnić pochlebcę od przyjaciela                 |
| 5.  | Quomodo quis suos in virtute sentiat profectus (De profectibus in virtute)                                                | 5.  | Jak można stwierdzić własny postęp w cnocie           |
| 6.  | De capienda ex inimicis utilitate (De inimicorum utilitate)                                                               | 6.  | Jaki pożytek mogą nam przynieść wrogowie              |
| 7.  | De amicorum multitudine                                                                                                   | 7.  |                                                       |
| 8.  | De fortuna | 8.  | O przypadku                                           |
| 9.  | De virtute et vitio | 9.  | O cnocie i wadzie                                     |
| 10. | Consolatio ad Apollonium                                                                                                  | 10. |                                                       |
| 11. | De tuenda sanitate praecepta                                                                                              | 11. | Zalecenia w trosce o zdrowie                          |
| 12. | Conjugalia praecepta | 12. | Zalecenia małżeńskie                                  |
| 13. | Septem sapient[i]um convivium                                                                                             | 13. | Uczta siedmiu mędrców                                 |
| 14. | De superstitione | 14. | O zabobonności                                        |
| 15. | Regum et Imperatorum apophthegmata                                                                                        | 15. | Powiedzenia królów i wodzów                           |
| 16. | Apophthegmata Laconica | 16. | Powiedzenia spartańskie                               |
| 17. | Antiqua Instituta Laconica                                                                                                | 17. |                                                       |
| 18. | Lacaenarum apophthegmata                                                                                                  | 18. |                                                       |
| 19. | Mulierum virtutes (De mulierum virtutibus)                                                                                | 19. | O cnotach kobiet                                      |
| 20. | Quaestiones Romanae | 20. |                                                       |
| 21. | Quaestiones Graecae | 21. |                                                       |
| 22. | Collecta parallela Graeca et Romana (Parallela; Parallela minora)                                                         | 22. |                                                       |
| 23. | De fortuna Romanorum | 23. |                                                       |
| 24. | De Alexandri Magni fortuna aut virtute                                                                                    | 24. | O szczęściu, czyli o dzielności Aleksandra            |
| 25. | Bellone an pace clariores fuerint Athenienses (De gloria Atheniensum)                                                     | 25. |                                                       |
| 26. | De Iside et Osiride | 26. | O Izydzie i Ozyrysie                                  |
| 27. | De Ei Delphico (De ei apud Delphos)                                                                                       | 27. | O E delfickim                                         |
| 28. | Cur Pythia nunc non reddat oracula carmine (De Pythiae oraculis)                                                          | 28. | Dlaczego Pytia nie wygłasza już wyroczni wierszem?    |
| 29. | De defectu oraculorum | 29. | O zamilknięciu wyroczni                               |
| 30. | Virtutem doceri posse (An virtus doceri possit)                                                                           | 30. | Czy cnota jest czymś, czego można nauczyć             |
| 31. | De virtute morali | 31. | O cnocie moralnej                                     |
| 32. | De cohibenda ira | 32. | O powściąganiu gniewu                                 |
| 33. | De tranquillitate animi                                                                                                   | 33. | O pogodzie ducha                                      |
| 34. | De fraterno amore | 34. | O miłości braterskiej                                 |
| 35. | De amore prolis | 35. | O miłości rodzicielskiej                              |
| 36. | An vitiositas ad infelicitatem sufficiat                                                                                  | 36. |                                                       |
| 37. | Animine an corporis affectiones sint pejores                                                                              | 37. |                                                       |
| 38. | De garrulitate | 38. | O gadulstwie                                          |
| 39. | De curiositate | 39. | O wścibstwie                                          |
| 40. | De cupiditate divitiarum                                                                                                  | 40. | O żądzy bogactwa                                      |
| 41. | De vitioso pudore | 41. | O fałszywym wstydzie                                  |
| 42. | De invidia et odio | 42. | O zawiści i nienawiści                                |
| 43. | Qua quis ratione se ipse sine invidia laudet                                                                              | 43. | Jak można chwalić siebie samego nie budząc niechęci   |
| 44. | De iis qui sero a numine puniuntur (De sera numinis vindicta)                                                             | 44. | O odwlekaniu kary przez bogów                         |
| 45. | De fato | 45. |                                                       |
| 46. | De genio Socratis | 46. | O duchu opiekuńczym Sokratesa                         |
| 47. | De exilio | 47. | O wygnaniu                                            |
| 48. | Consolatio ad uxorem | 48. | List pocieszający do żony                             |
| 49. | Convivalium disputationum libri novem (Quaestionum convivalium; Quaestiones Convivales libri VI)                          | 49. | Zagadnienia biesiadne – tylko księga VI               |
| 50. | Amatorius liber (Amatorius)                                                                                               | 50. | Dialog o miłości                                      |
| 51. | Amatoriae narrationes | 51. |                                                       |
| 52. | Maxime cum principibus viris philosopho esse disserendum (Cum principibus philosophandum esse)                            | 52. |                                                       |
| 53. | Ad principem ineruditum                                                                                                   | 53. |                                                       |
| 54. | An seni respublica gerenda sit (An seni sit gerenda resp.)                                                                | 54. | Czy stary człowiek powinien zajmować się polityką?    |
| 55. | Praecepta gerendae reipublicae                                                                                            | 55. |                                                       |
| 56. | De unius in republica dominatione, populari statu et paucorum imperio                                                     | 56. | O trzech ustrojach                                    |
| 57. | De vitando aere alieno | 57. |                                                       |
| 58. | Decem oratorum vitae (Vitae decem oratorum)                                                                               | 58. |                                                       |
| 59. | De comparatione Aristophanis et Menandri epitome                                                                          | 59. | Porównanie krytyczne Arystofanesa z Menandrem         |
| 60. | De Herodoti malignitate (De malignitate Herodoti)                                                                         | 60. | O złośliwości Herodota                                |
| 61. | De placitis philosophorum libri quinque                                                                                   | 61. |                                                       |
| 62. | Quaestiones naturales | 62. |                                                       |
| 63. | De facie quae orbe lunae apparet                                                                                          | 63. | O obliczu widniejącym na tarczy księżyca              |
| 64. | De primo frigido | 64. |                                                       |
| 65. | Aquane an ignis sit utilior                                                                                               | 65. | O tym, co jest bardziej pożyteczne, woda czy ogień    |
| 66. | Terrestriane an aquatilia animalia sint callidiora                                                                        | 66. | Które zwierzęta są zmyślniejsze, lądowe czy wodne     |
| 67. | Bruta ratione uti (Bruta animalia ratione uti)                                                                            | 67. |                                                       |
| 68. | De carnium esu oratio (De esu carnium oratio)                                                                             | 68. |                                                       |
| 69. | Quaestiones Platonicae (Platonicae quaestiones)                                                                           | 69. | Kwestie Platońskie                                    |
| 70. | De animae procreatione in Timaeo Platonis                                                                                 | 70. |                                                       |
| 71. | Epitome libri de animae procreatione apud Platonem in Timaeo                                                              | 71. |                                                       |
| 72. | De repugnantiis Stoicis (De Stoicorum repugnantiis)                                                                       | 72. |                                                       |
| 73. | Compendium libri, cui argumentum fuit, Stoicos quam poetas absurdiora dicere                                              | 73. |                                                       |
| 74. | De communibus notitiis adversus Stoicos                                                                                   | 74. |                                                       |
| 75. | Disputatio qua docetur ne suaviter quidem vivi posse secundum Epicuri decreta (Non posse suaviter vivi secundum Epicurum) | 75. | Nauka Epikura (nawet) nie umożliwia przyjemnego życia |
| 76. | Adversus Coloten (Adversus Colotem)                                                                                       | 76. |                                                       |
| 77. | An recte dictum sit latenter esse vivendum (De latenter vivendo)                                                          | 77. |                                                       |
| 78. | De musica | 78. | O muzyce                                              |

#### Moralia zachowane fragmentarycznie

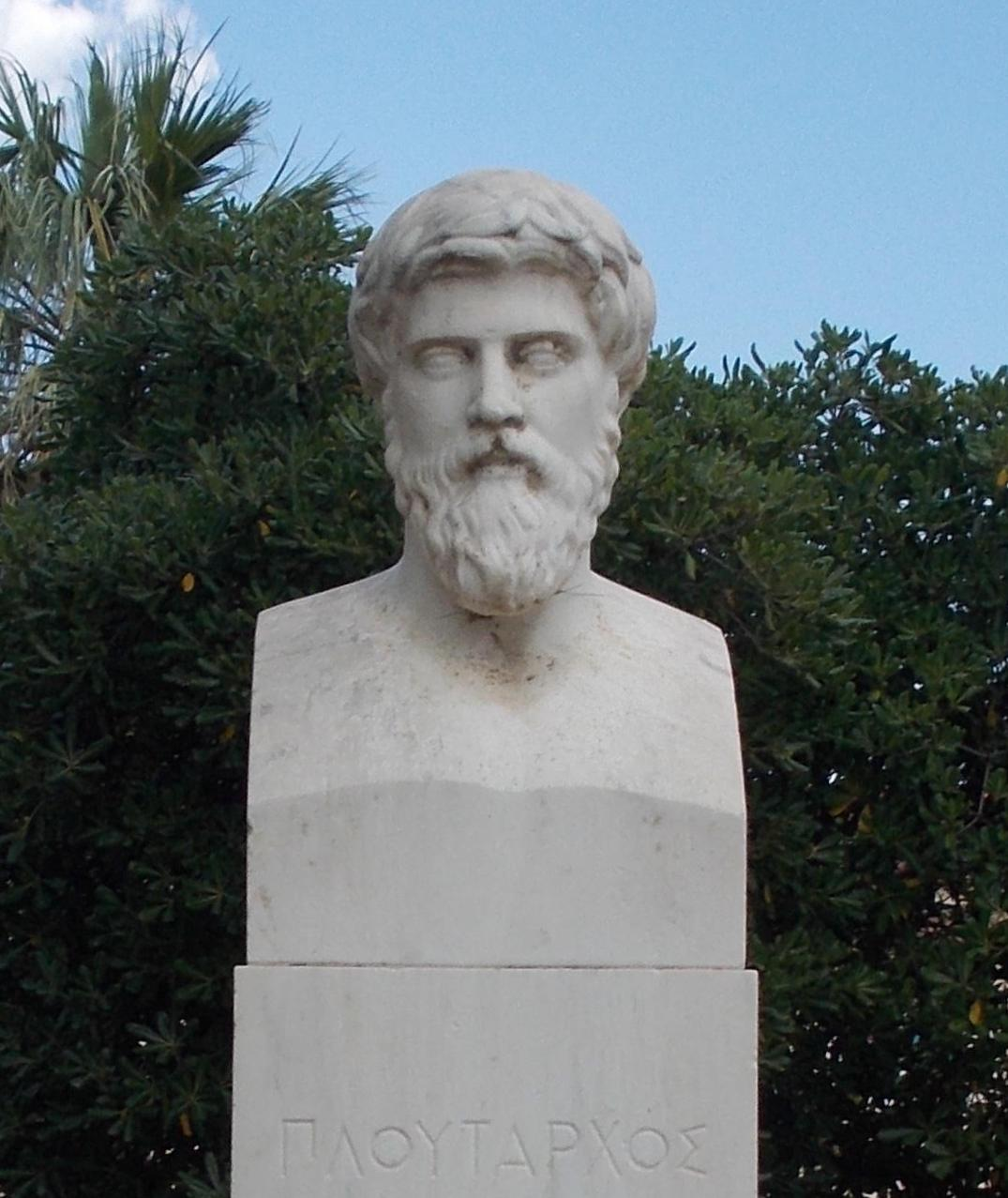
Współczesna kopia popiersia Plutarcha w Cheronei

1. Utrum animae an corporis sit libido et aegritudo
2. Quod in animo humano affectibus subjectum, parsne sit ejus an facultas
3. De anima
4. Ex Stromateorum opere.
5. Ex opere de daedalis Plataeensibus
6. Ex commentariis in Hesiodum
7. Ex Homericis exercitationibus
8. Quaestiones de Arati Signis
9. Commentarii in Nicandri Theriaca
10. Ex libro an utilis sit praenotio futurorum
11. Ex libro de divinatione
12. Ex libro de amicitia
13. Ex epistola de amicitia
14. Ex libro de tranquilitate
15. Ex libro contra voluptatem
16. Ex libro contra divitias
17. Ex libro quod mulieres etiam erudiendae sint
18. Ex libro de calumnia
19. Ex libro contra vires corporis
20. Ex libro de amore
21. Pro pulchritudine
22. Ex libro de ira
23. Mundum conditum esse, statui a Platone
24. De justitia adversus Chrysippum
25. De diebus
26. De venatione
27. Fabularum vel fabulosarum narrationum
28. Fragmenta incertorum librorum
29. Institutio Trajani. Epistola ad Trajanum
30. Pseudoplutarchea:
  - Pro nobilitate
  - De fluviorum et montium nominibus
  - De vita et poesi Homeri
  - Proverbia quibus Alexandrini usi sunt
  - De metris (De differentiis heroci versus. De versuum caesuris, figuris et passionibus)

#### Przekłady polskie (począwszy od XX wieku)
(Uwaga: Liczby w nawiasach kwadratowych odsyłają do odpowiedniej pozycji w podanym powyżej łacińskim spisie Moraliów).
- Moralia. Wybór pism filozoficzno-moralnych, tłum. Zofia Abramowiczówna, seria „BN II”, nr 86, Ossolineum 1954. (wyd. 2 w serii „Arcydzieła Wielkich Myślicieli”, De Agostini – Altaya, Warszawa 2002; wyd. 3 w serii „Arcydzieła Kultury Antycznej”, Ossolineum – De Agostini, Wrocław 2005):
  1. Uczta siedmiu mędrców [nr 13]
  2. Zalecenia małżeńskie [nr 12]
  3. O gadulstwie [nr 38]
  4. Zagadnienia biesiadne. Księga VI [nr 49]
  5. O duchu opiekuńczym Sokratesa [nr 46]
  6. List pocieszający do żony [nr 48]
  7. Które zwierzęta są zmyślniejsze, lądowe czy wodne [nr 66]
  8. O powściąganiu gniewu [nr 32]
  9. O pogodzie ducha [nr 33]
  10. O zamilknięciu wyroczni [nr 29]
- Jak młodzież powinna słuchać poetów, przekład zbiorowy pod kierunkiem Kazimierza Kumanieckiego, seria „Biblioteka Menandra”, PWN, Warszawa 1957 [nr 2]
- Moralia. (Wybór), tom 1, tłum. Zofia Abramowiczówna, seria „Biblioteka Klasyków Filozofii”, PWN, Warszawa 1977:
  1. Czy cnota jest czymś, czego można nauczyć [nr 30]
  2. O cnocie moralnej[nr 31]
  3. Jak można stwierdzić własny postęp w cnocie [nr 5]
  4. Jak można chwalić siebie samego nie budząc niechęci [nr 43]
  5. O żądzy bogactwa [nr 40]
  6. O zabobonności [nr 14]
  7. O fałszywym wstydzie [nr 41]
  8. O zawiści i nienawiści [nr 42]
  9. O gadulstwie [nr 38]
  10. O wścibstwie [nr 39]
  11. O pogodzie ducha [nr 33]
  12. O miłości braterskiej [nr 34]
  13. O miłości rodzicielskiej [nr 35]
  14. Dialog o miłości erotycznej [nr 50]
- Jaki pożytek mogą nam przynieść wrogowie, tłumaczenie zbiorowe, Meander 30(1975), s. 241–257 [nr 6].
- [Pseudo-Plutarch:] Porównanie krytyczne Arystofanesa z Menandrem, [w:] Menander, Wybór komedii i fragmentów, seria „BN II”, nr 203, Ossolineum 1982 (wyd. 2 w serii „Arcydzieła Kultury Antycznej”, Ossolineum – De Agostini, Wrocław 2005) [nr 59]
- Moralia. (Wybór), tom 2, tłum. Zofia Abramowiczówna, seria „BKF”, PWN, Warszawa 1988:
  1. O E delfickim [nr 27]
  2. Dlaczego Pytia nie wygłasza już wyroczni wierszem? [nr 28]
  3. O odwlekaniu kary przez bogów [nr 44]
  4. O obliczu widniejącym na tarczy księżyca [nr 63]
  5. Nauka Epikura (nawet) nie umożliwia przyjemnego życia [nr 75]
  6. O złośliwości Herodota [nr 60]
  7. O przypadku [nr 8]
  8. O wygnaniu [nr 47]
- [Pseudo-Plutarch:] O muzyce, tłum. Krystyna Bartol, seria „Archiwum Filologiczne” 51, Wrocław-Warszawa-Kraków 1992 [nr 78]
- Czy stary człowiek powinien zajmować się polityką? tłum. Alfred Twardecki, [w:] Cyceron, Plutarch: Pochwała starości, Verum, Warszawa 1996 [nr 54]
- Dialog o miłości, tłum. Zofia Abramowiczówna, Wydawnictwo Literackie, Kraków 1997 [nr 50]
- O szczęściu, czyli o dzielności Aleksandra, tłum. Krzysztof Nawotka, Wydawnictwo Uniwersytetu Wrocławskiego, Wrocław 2003 [nr 24]
- O Izydzie i Ozyrysie [tekst grecko-polski], tłum. Anna Pawlaczyk, seria „Fontes Historiae Antiquae” IV, Wydawnictwo Naukowe UAM, Poznań 2003 [nr 26]
- O słuchaniu, tłum. Marian Szarmach, Terminus 2(2003), s. 87–108 [nr 3].
- Fragment O trzech ustrojach, tłum. Michał Wojciechowski, Teologia Polityczna 2(2004–2005), s. 343–347 [nr 56].
- Fragment O cnocie i wadzie, tłum. Michał Wojciechowski, Meander 2004 nr 3-4, s. 202–207 [nr 9].
- Powiedzenia królów i wodzów. Powiedzenia spartańskie, tłum. Katarzyna Jażdżewska, seria „Biblioteka Antyczna”, Prószyński i S-ka, Warszawa 2006 [nr 15 i 16].
- O cnotach kobiet, tłum. Julia Szymańska-Doroszewska, Studia Antyczne i Mediewistyczne nr 5 [40] 2007, s. 26–64.
- Zalecenia w trosce o zdrowie, tłum. Marian Szarmach, Biblioteca Symbolarum Philologorum Posnaniensium, Poznań 2008 [nr 11].
- O tym, co jest bardziej pożyteczne – woda czy ogień [tekst grecko-polski], tłum. Magdalena Stuligrosz, seria „Fontes Historiae Antiquae” XI, Wydawnictwo Naukowe UAM, Poznań 2008 [nr 65]
- Pisma egzegetyczne: O powstaniu duszy w "Timajosie". Dociekania Platońskie. Rozważania biesiadne (VIII 2), przełożyła, wstępem i objaśnieniami opatrzyła Joanna Komorowska, Kraków 2012.
- Jak odróżnić pochlebcę od przyjaciela, tłum. Marian Szarmach, Toruń 2015.
- Pisma przeciwko stoikom, przełożyła, wstępem i objaśnieniami opatrzyła Joanna Komorowska, Kraków 2024.